# Palaeaspilates maculifascia
Palaeaspilates maculifascia är en fjärilsart som beskrevs av George Francis Hampson 1891. Palaeaspilates maculifascia ingår i släktet Palaeaspilates och familjen mätare. Inga underarter finns listade i Catalogue of Life.